# Élection présidentielle colombienne de 1970
L'élection présidentielle colombienne de 1970 est l'élection présidentielle dont le premier tour se déroula le dimanche 19 avril 1970 en Colombie. Ces élections furent remportées par Misael Pastrana.

## Résultats
| Candidats                  | Parti politique                 | Votes     |
| -------------------------- | ------------------------------- | --------- |
| Misael Pastrana            | Parti conservateur              | 1 625 025 |
| Gustavo Rojas Pinilla      | ANAPO                           | 1 561 468 |
| Belisario Betancur Cuartas | Dissident du Parti conservateur | 417 350   |
| Evaristo Sourdis           | Dissident du Parti conservateur | 336 288   |
| Rafael Corredor            | Indépendant                     | 11        |
| Votes blancs               | Votes blancs                    | 36 892    |
| Total de votes valides     | Total de votes valides          | 3 994 140 |
| Votes nuls                 | Votes nuls                      | 5 426     |
| Total de votants           | Total de votants                | 4 036 458 |